# Paysan-boulanger

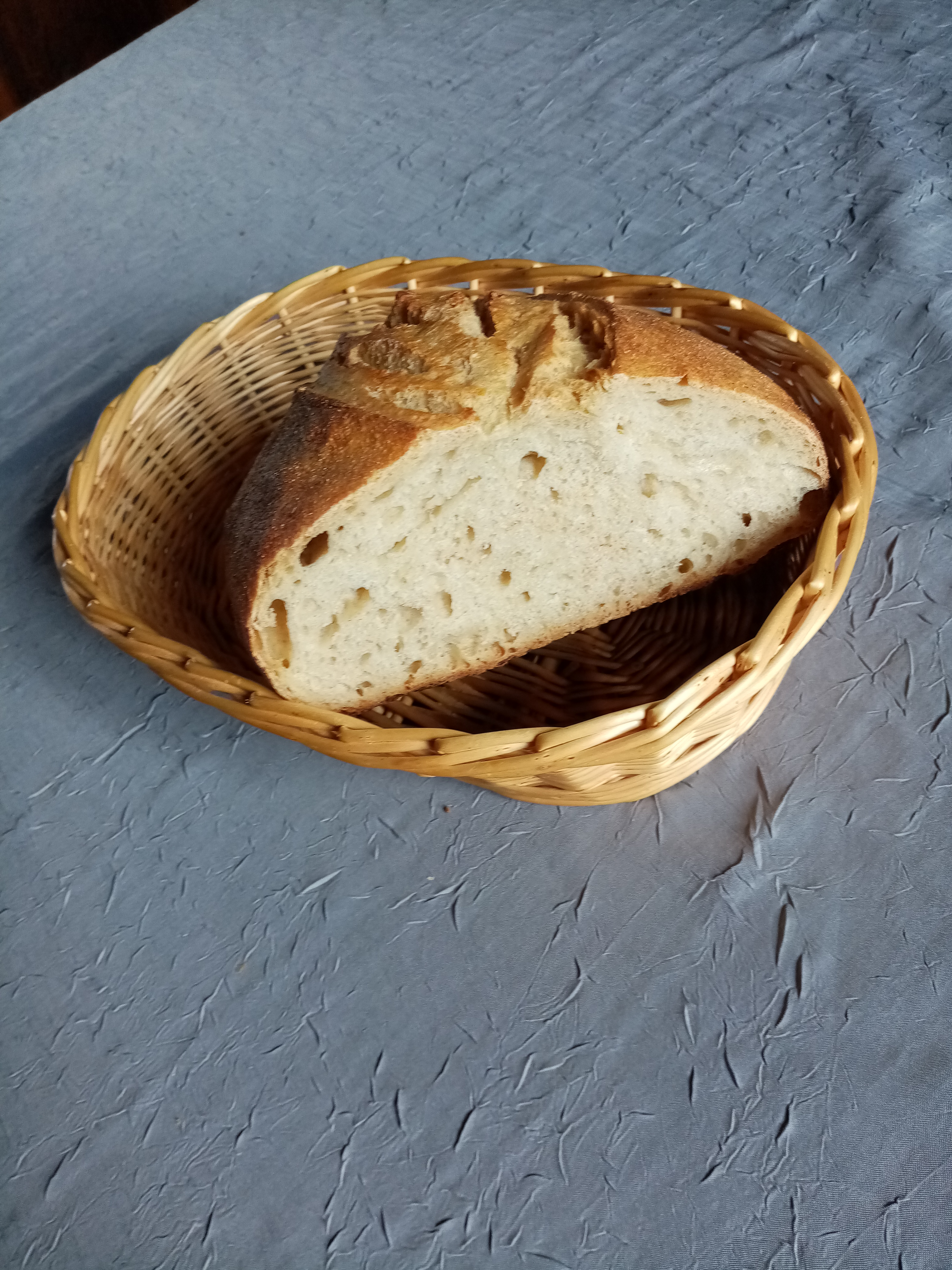
Pain de froment de paysan-boulanger réalisé au levain et au feu de bois, Indre-et-Loire (France), 2020.

Paysan-boulanger (parfois paysan-boulanger-fournier) est un métier émergent : les paysans-boulangers réalisent en principe toutes les opérations conduisant à l'élaboration du pain, du semis des céréales à la vente du pain, de façon artisanale.
Comme paysan, paysan-boulanger n'est pas un métier répertorié, les paysans-boulangers restent pour les administrations des agriculteurs pratiquant la vente directe ou éventuellement des boulangers en autoapprovisionnement mais ce dernier statut ne semble pas être utilisé.
Paysan-boulanger regroupe donc plusieurs métiers: céréaliculteur, meunier, boulanger et pâtissier, voire semoulier-pastier exercés de façon artisanale dans l'optique de l'agriculture de conservation ou biologique et/ou d'une agriculture de proximité pour offrir des produits traditionnels élaborés localement.

## Production des céréales

### Critères de choix
La production des céréales est réalisée selon les principes des agricultures de conservation et, plus précisément souvent en agriculture biologique, mais ce n'est pas une obligation.
Les paysans-boulangers préfèrent utiliser des cultivars anciens et même des espèces de céréales dont l'utilisation était tombée en désuétude mais qui connaissent aujourd'hui un regain de popularité. Il peut s'agir de variétés-populations, obtenues par sélection massale, que les agriculteurs reproduisent eux-mêmes (semences paysannes). Le rendement de ces variétés est généralement plus faible que celui des obtentions modernes.
L'intérêt d'utiliser ces grains anciens est d'éviter des cultivars qui ont été sélectionnés préférentiellement sur les critères de force boulangère ou W (taux de gluten et ténacité de ce gluten) et de rendement optimisés dans le cadre d'une agriculture utilisant largement pesticides et engrais depuis les années 1940.
La panification industrielle des farines de blé tendre exige un W très élevé mais ce n'est pas le cas en boulangerie artisanale à l'ancienne. On peut cependant remarquer que la sélection moderne tient compte généralement, au moins à un niveau basique (mais jugé insuffisant par les paysans bio), de caractères de rusticité. Par ailleurs, pour les blés biscuitiers ou fourragers les objectifs de sélection n'intègrent pas un W élevé.
En France, le seigle, l'engrain et le sarrasin sont les grains à faible taux de gluten ou sans gluten les plus utilisés. L'amidonnier est l'objet de tentatives de panification en France. Des évaluations sont en cours concernant l'intérêt de cultivars anciens pour une panification telle que la conçoivent les agriculteurs bio et les paysans-boulangers, ainsi que les bénéfices à en attendre pour les consommateurs. À propos de « l’enjeu du gluten et des allergies qui en découlent, la principale hypothèse vis-à-vis de cette problématique étant que le gluten des variétés modernes pose des problèmes de digestibilité, alors que celui des variétés anciennes est plus facile à digérer par les intestins délicats » ; cette hypothèse reste à vérifier. Le blé poulard fait l'objet d'une évaluation à l'école d'ingénieurs de Purpan.
Aux États-Unis, une autre espèce ancienne, le blé hérisson (club wheat) connait un regain d'intérêt dans le cadre de méthodes industrielles d'agriculture extensive adaptées à des conditions de culture difficiles, par exemple sur le Plateau du Columbia. Ces blés à faible taux de gluten, adaptés à l'élaboration des shortbread et appréciés des consommateurs anglo-saxons qui privilégient une alimentation diététique ou bio, ne semblent plus être cultivés en Europe. Une variété de blé de Khorasan QK77 « Kamut »  a également été enregistrée aux États-Unis. L'amidonnier, le blé poulard et le blé Khorasan sont, comme le blé dur, plutôt destinés à la production pastière mais peuvent être incorporés aux farines boulangères donnant des pâtes plus serrées. Ils ont été très cultivés autrefois.

### Variétés et espèces
Les variétés de blé tendre utilisées en agriculture biologique sont souvent citées par les paysans boulangers : Orpic, Cézanne, Florence Aurore, Renan, Pireneo, Renan (sélection de l'Inra qui conserve un bon rendement mais est l'objet d'une polémique concernant son mode d'obtention).
D'autres espèces sont couramment utilisées par les paysans-boulangers  : l'engrain, l'épeautre, le seigle, le sarrasin (pseudo-céréale). D'autres commencent à l'être comme le blé Khorasan, le blé poulard, le quinoa (pseudo-céréale).
En Suisse et en Autriche les variétés-populations anciennes d'épeautre Oberkulmer, Rotkorn, Ostro sont très appréciées.

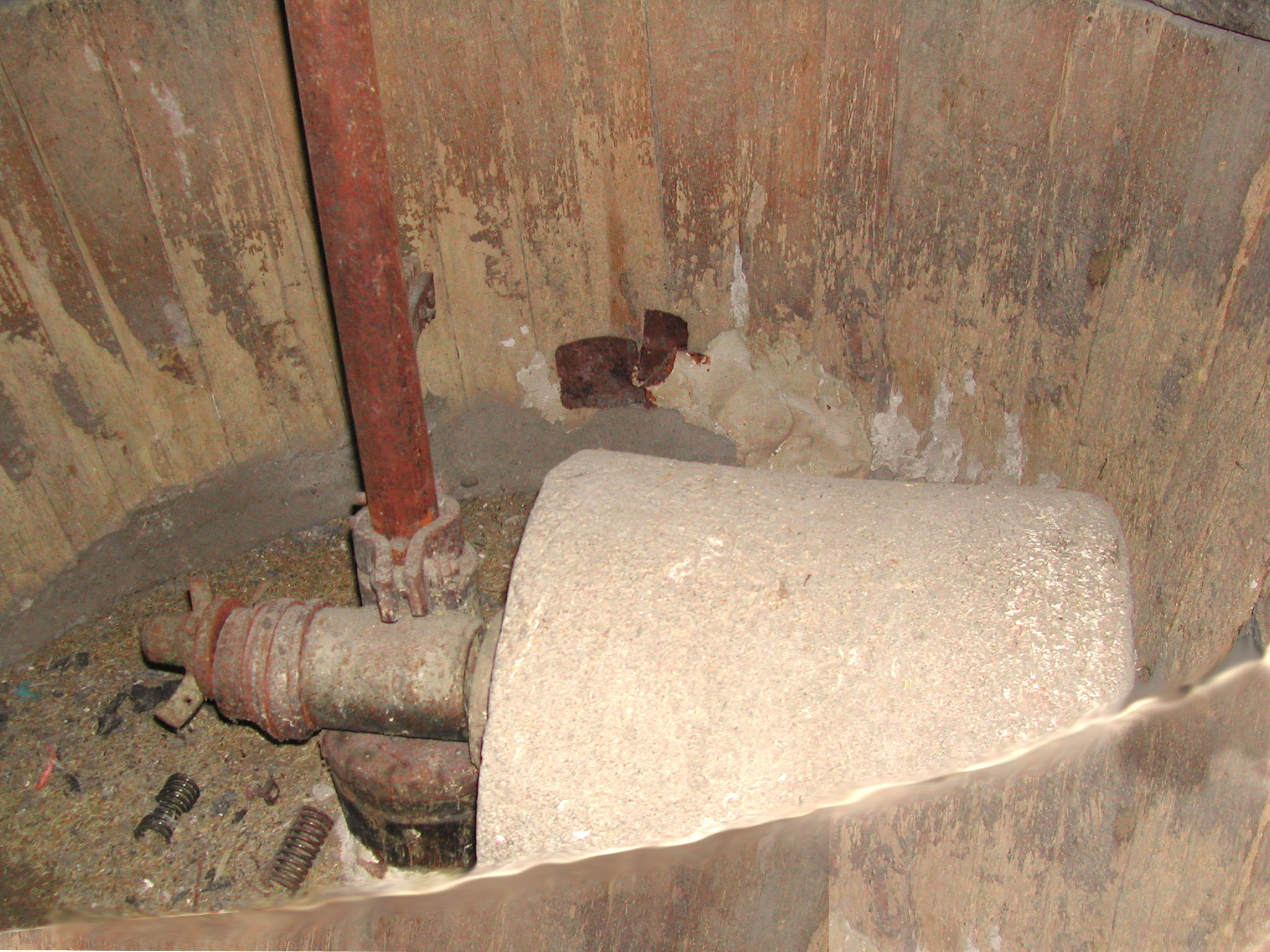
Cuve à décortiquer l'épeautre ancienne. Il existe aussi des machines modernes.

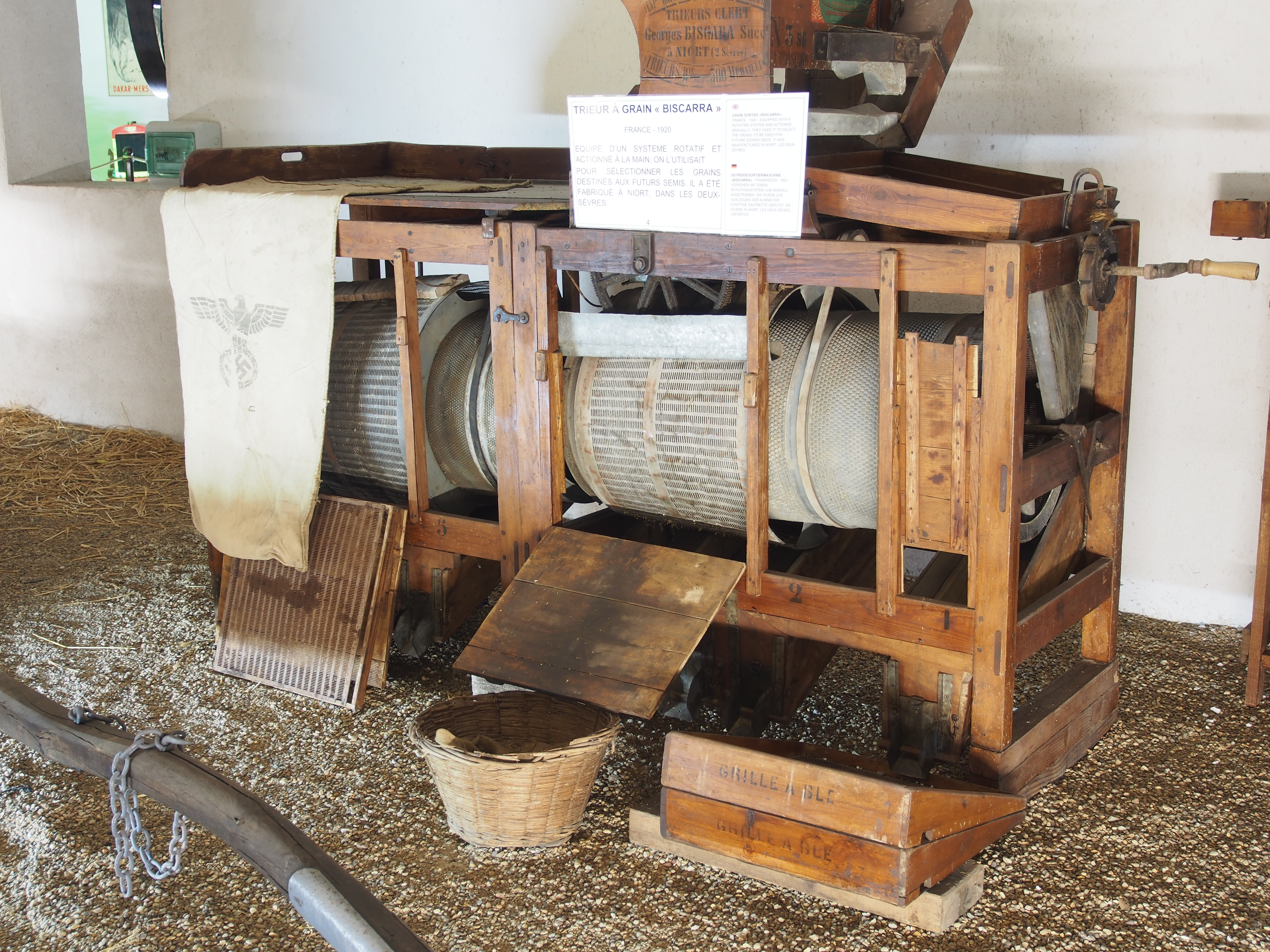
Trieur à grains de 1920 fonctionnel, Musée Dufresne, Indre-et-Loire, France.

Blé tendre et épeautre possèdent les meilleures qualités boulangères. L'engrain, le blé poulard et le seigle comportent moins de gluten. Le sarrasin et le quinoa n'en contiennent pas.

## La meunerie

Structure d'un grain de blé.

Les paysans-boulangers préfèrent faire leur farine eux-mêmes mais cette opération est parfois sous-traitée.
S'il s'agit d'une céréale à grains vêtus (engrain, épeautre), la céréale doit d'abord être décortiquée, c'est-à-dire débarrassée des balles (glumes et glumelles) adhérentes. Dans tous les cas, les grains doivent être triés pour s'assurer de la pureté de chaque espèce utilisée. Des trieurs anciens (séparateurs rotatifs) sont parfois employés.
Dans l'idéal, la meunerie est réalisée à l'ancienne avec des meules de pierre. Cela correspond à une tradition française d'excellence; en effet, c'était la pierre meulière de la Ferté-sous-Jouarre qui était généralement utilisée. Elle ne perdait pas ses grains de silice dans la farine et n'occasionnait pas une usure prématurée des dents entraînant des caries. Selon certains historiens, ce serait une des raisons de l'avantage démographique de la France en Europe jusqu'à l'Empire.
Les farines obtenues avec les meules de pierre contiennent un peu de son pulvérisé, une partie de la couche à aleurone et du germe (farine bise). On n'obtient généralement pas de farine de type 55 mais de la 65 ou de la 80 (voir blutage). Ces farines sont plus équilibrées sur le plan diététique que la farine blanche mais leur utilisation est plus difficile pour le boulanger-pâtissier.

## La boulangerie
La fermentation de la pâte s'obtient soit avec du levain naturel soit avec de la levure de boulanger. Le levain est souvent privilégié, il est réalisé et entretenu par le boulanger lui-même et donne une saveur plus typique mais les pains à la levure de boulanger sont aussi appréciés.
Les paysans-boulangers n'utilisent pas d'additifs bien que gluten, farine de malts (biologiques s'il s'agit de pain bio) et acide ascorbique soient autorisés. Il existe également une tolérance de 30 %  concernant la proportion d'ingrédients obligatoirement produits sur la ferme, pour les agriculteurs assujettis au réel.

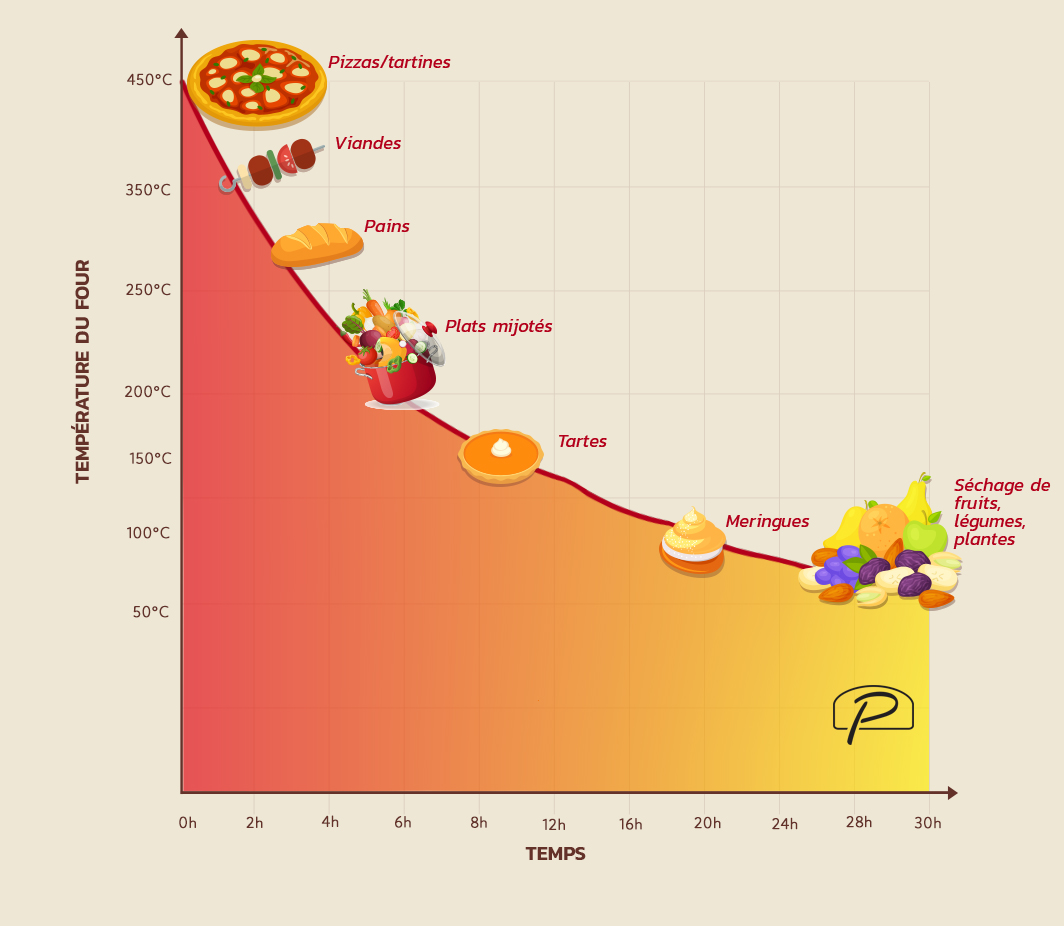
Courbe de cuisson d'un four à bois Le Panyol.

Ils peuvent produire une grande variété de pains (céréales mélangées, céréales complètes, aux noix, aux raisins, ...).
La cuisson est souvent réalisée dans un four traditionnel à feu de bois, une, deux ou trois fois par semaine.

## Autres produits

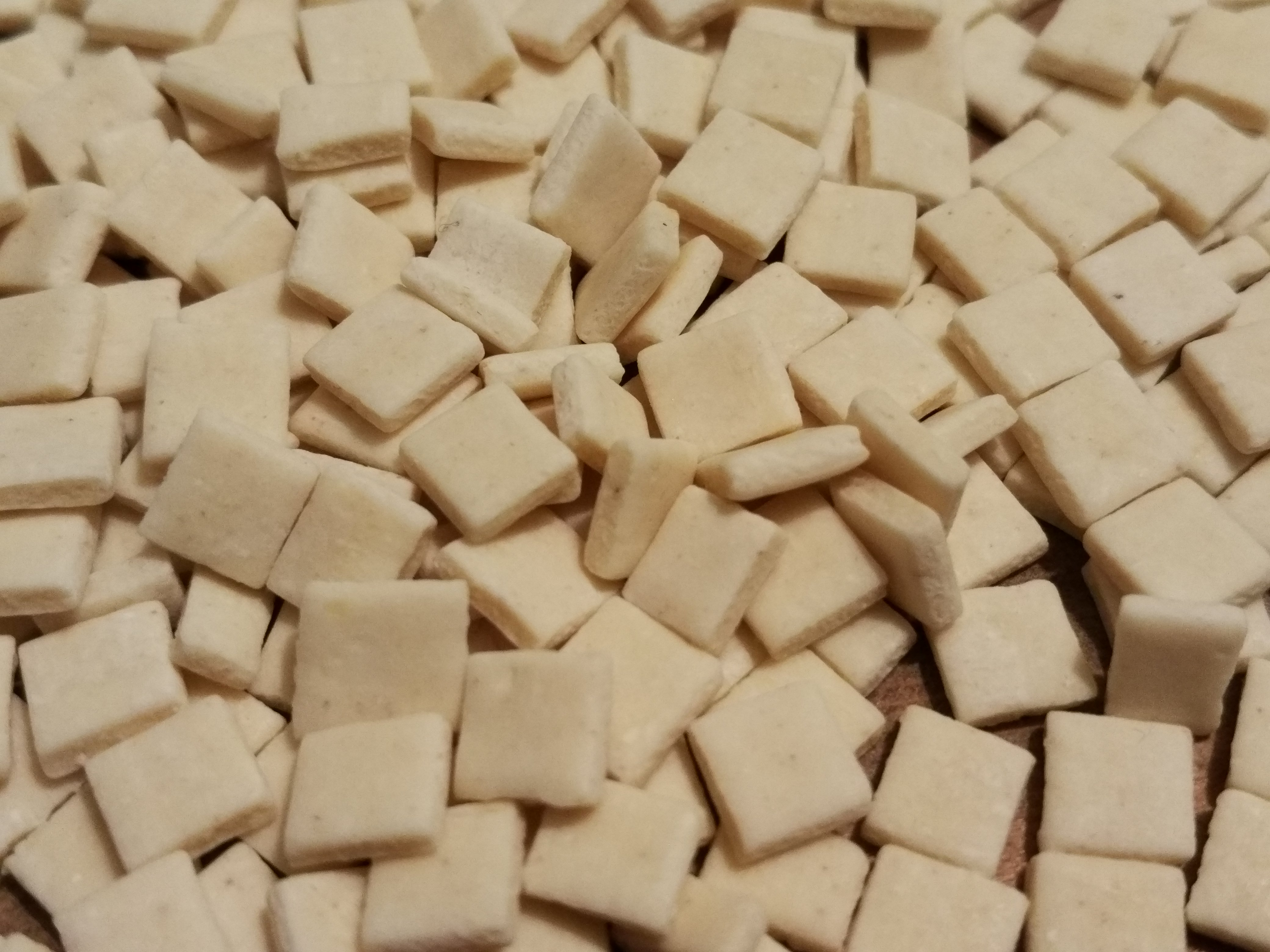
Crozets de Savoie : type de pâtes autrefois réalisés à la maison ou à la ferme (généralement blé dur et sarrasin)

Les paysans boulangers peuvent élaborer viennoiseries, pâtisseries, biscuits comme les autres boulangers mais aussi parfois du seitan et des pâtes alimentaires. 
Dans les zones tempérées la culture du blé dur sans un programme de fertilisation azotée poussé est délicate. Les grains risquent le mitadinage (vitrosité incomplète de l'amande) aussi est-il plus simple d'utiliser du blé tendre, il est alors difficile d'obtenir des formes aussi fines et variées (vermicelles par exemple) que dans l'industrie mais ce n'est généralement pas un problème pour les clients des paysans-boulangers. 
Un apiculteur produisant du pain d'épices n'est pas considéré comme un paysan-boulanger mais ceux-ci peuvent en proposer. 

### Pâtisserie
La production pâtissière des paysans-boulangers reste probablement confidentielle. Ils n'utilisent pas les produits et commodités réservées aux professionnels : farines spéciales contenant des ajouts de gluten, farine de soja, malt et acide ascorbique, sirops de sucre inverti, lactose ; ces produits visent à obtenir une consistance moëlleuse et une conservation prolongée. Les ingrédients déshydratés comme le beurre de tourage, l'huile de beurre, la gélatine végétale et les œufs, les fromages de crème de type philadelphia, le sucre inverti … généralement inaccessibles au grand public mais aujourd'hui systématiquement utilisés par les professionnels y compris artisans (sauf pour des fabrications très traditionnelles) sont ignorés des paysans-boulangers. Cela conduit à des fabrications peu diversifiées, simples et rustiques, notamment biscuits et tartes, dont le goût authentique avait bien souvent été oublié mais qui font à nouveau des adeptes.

## Postulats techniques et philosophiques
Selon l'ARDEAR, les paysans-boulangers forment une communauté engagée qui s’entraide et qui s’organise autour de principes éco-responsables et politiques; ils luttent contre l’industrialisation de l’agriculture opérée durant le XXe siècle et défendent l’autonomie alimentaire et la biodiversité; ils produisent localement en respectant des critères rigoureux garantissant la qualité du pain.
Soucieux de la santé du consommateur et dans une démarche éco-responsable, ils cultivent à partir de semences paysannes, si possible des variétés-populations, généralement en agriculture biologique. Les cultures sont variées et alternées pour conserver les ressources naturellement équilibrées des sols sans intrants chimiques (pesticides et engrais de synthèse).
La sélection des outils utilisés durant le processus de fabrication suit des critères de fiabilité, de simplicité d’usage et d’économie d’énergie et d’entretien. Les paysans-boulangers luttent contre l’envahissement électronique et la dépendance industrielle; ils privilégient les outils de qualité, réparables, simples d’usage et locaux, autant que possible éco-conçus : « On doit pouvoir s’approprier l’outil, nous préférons un outil réparable et d’usage simple à une machine que seul un spécialiste peut faire fonctionner et entretenir. ». Certains outils comme le moulin Astrié, le trieur Marot et le four à bois Le Panyol sont très recherchés car ils répondent aux besoins mentionnés ci-dessus.

## Commercialisation
Toutes les formes de commercialisation sont possibles mais les paysans-boulangers privilégient la vente directe, les marchés locaux, les magasins de producteurs et surtout les groupements de soutien à l'agriculture paysanne  (AMAP en France, GASAP en Belgique, ACP en Suisse, ASC au Québec).

## Formation au métier
En France, certains lycées agricoles proposent une formation au métier de paysan-boulanger permettant d'obtenir le  Brevet Professionnel Responsable d’Entreprise Agricole (BPREA) et donc la Capacité Professionnelle Agricole (CPA) qui permet les aides à l’installation en agriculture,.
Ces formations comprennent des simulations économiques (exemple).